# Нещотний Геннадій Никанорович
Геннадій Никанорович Нещотний (* 29 грудня 1938, станиця Яма нині Северськ Артемівського р-ну Донецької обл. — 3 серпня 2016) — український соліст-бандурист, член Національної Спілки Кобзарів України, Київ. Заслужений артист Української РСР (1980), Народний артист Української РСР (1985). З 1962 — соліст Державної заслуженої капели бандуристів Української РСР.

## Життєпис
Закінчивши ремісниче училище в м. Краматорську, працював ковалем на Новокраматорському заводі. В 1958 поступив в Київське музичне училище, де крім вокалу вивчав гру на бандурі (педагог В. Ф. Лапшин). В 1975 заочно закінчив Київський інститут культури.
Разом з капелою та в невеликих групах побував на гастролях в усіх куточках Радянського Союзу, а також в Англії, Франції, ФРН, Японії, Аргентині та інших країнах. Вміло виконує під власний супровід укр.нар. думи, більшість з яких у власній обробці. Голос баритон широкого діапазону. В репертуарі думи «Про Удову», «Про козака бандуриста», «Буря на Чорному морі», «Плач невольника», а також багато історичних та інших народних пісень. Член Республіканської комісії з розвитку і пропаганди кобзарського мистецтва при Правлінні музичного товариства УРСР, учасник кобзарського з'їзду 1990.